# Qatar Ladies Open 2023 - Qualificazioni singolare
Le qualificazioni del singolare femminile del Qatar Ladies Open 2023 sono state un torneo di tennis preliminare per accedere alla fase finale della manifestazione. Le vincitrici dell'ultimo turno sono entrate di diritto nel tabellone principale. In caso di ritiro di una o più giocatrici aventi diritto, a queste sono subentrate le lucky loser, ossia le giocatrici che avevano perso nell'ultimo turno ma che avevano una classifica più alta rispetto alle altre partecipanti che avevano comunque perso nel turno finale.

## Teste di serie
1. Karolína Plíšková (qualificata)
2. Marie Bouzková (ultimo turno)
3. Jil Teichmann (secondo turno)
4. Anhelina Kalinina (primo turno)

1. Elise Mertens (qualificata)
2. Aljaksandra Sasnovič (secondo turno)
3. Leylah Fernandez (ultimo turno)
4. Bernarda Pera (secondo turno)

## Qualificate
1. Karolína Plíšková
2. Rebecca Marino

1. Elise Mertens
2. Viktorija Tomova

## Tabellone

### Legenda
| - Q = Qualificato - WC = Wild card - LL = Lucky loser | - ALT = Alternate - SE = Special Exempt - PR = Protected Ranking | - w/o = Walkover - r = Ritirato - d = Squalificato |

### Sezione 1
|  | Primo turno | Primo turno        | Primo turno        | Primo turno | Primo turno |  |  | Secondo turno | Secondo turno      | Secondo turno     | Secondo turno    | Secondo turno    |   |   | Ultimo turno | Ultimo turno      | Ultimo turno      | Ultimo turno | Ultimo turno |  |
|  |             |                    |                    |             |             |  |  |               |                    |                   |                  |                  |   |   |              |                   |                   |              |              |  |
|  | 1           | Karolína Plíšková  | 3                  | 6           | 6           |  |  |               |                    |                   |                  |                  |   |   |              |                   |                   |              |              |  |
|  |             | Ana Bogdan         | 6                  | 2           | 3           |  |  | 1             | Karolína Plíšková  | Karolína Plíšková | 6                | 6                |   |   |              |                   |                   |              |              |  |
|  |             | Harriet Dart       | Harriet Dart       | 6           | 6           |  |  |               | Harriet Dart       | Harriet Dart      | 1                | 2                |   |   |              |                   |                   |              |              |  |
|  |             | Dalila Jakupovič   | Dalila Jakupovič   | 4           | 1           |  |  |               |                    |                   |                  |                  |   |   | 1            | Karolína Plíšková | Karolína Plíšková | 6            | 7            |  |
|  |             | Claire Liu         | Claire Liu         | 3           | 4           |  |  |               |                    | 7                 | Leylah Fernandez | Leylah Fernandez | 2 | 5 |              |                   |                   |              |              |  |
|  |             | Dajana Jastrems'ka | Dajana Jastrems'ka | 6           | 6           |  |  |               | Dajana Jastrems'ka | 6                 | 3                | 3                |   |   |              |                   |                   |              |              |  |
|  |             | Jasmine Paolini    | Jasmine Paolini    | 2           | 4           |  |  | 7             | Leylah Fernandez   | 3                 | 6                | 6                |   |   |              |                   |                   |              |              |  |
|  | 7           | Leylah Fernandez   | Leylah Fernandez   | 6           | 6           |  |  |               |                    |                   |                  |                  |   |   |              |                   |                   |              |              |  |

### Sezione 2
|  | Primo turno | Primo turno           | Primo turno           | Primo turno | Primo turno |  |  | Secondo turno | Secondo turno        | Secondo turno     | Secondo turno  | Secondo turno  |   |   | Ultimo turno | Ultimo turno   | Ultimo turno   | Ultimo turno | Ultimo turno |  |
|  |             |                       |                       |             |             |  |  |               |                      |                   |                |                |   |   |              |                |                |              |              |  |
|  | 2           | Marie Bouzková        | Marie Bouzková        | 6           | 6           |  |  |               |                      |                   |                |                |   |   |              |                |                |              |              |  |
|  |             | Laura Siegemund       | Laura Siegemund       | 1           | 1           |  |  | 2             | Marie Bouzková       | Marie Bouzková    | 6              | 6              |   |   |              |                |                |              |              |  |
|  |             | Tereza Martincová     | 1                     | 6           | 6           |  |  |               | Tereza Martincová    | Tereza Martincová | 4              | 1              |   |   |              |                |                |              |              |  |
|  |             | Nigina Abduraimova    | 6                     | 3           | 4           |  |  |               |                      |                   |                |                |   |   | 2            | Marie Bouzková | Marie Bouzková | 5            | 1            |  |
|  |             | Rebecca Marino        | 6                     | 0           | 6           |  |  |               |                      |                   | Rebecca Marino | Rebecca Marino | 7 | 6 |              |                |                |              |              |  |
|  | PR          | Katarina Zavac'ka     | 3                     | 6           | 3           |  |  |               | Rebecca Marino       | 6                 | 3              | 6              |   |   |              |                |                |              |              |  |
|  | Alt         | Bethanie Mattek-Sands | Bethanie Mattek-Sands | 2           | 4           |  |  | 6             | Aljaksandra Sasnovič | 3                 | 6              | 4              |   |   |              |                |                |              |              |  |
|  | 6           | Aljaksandra Sasnovič  | Aljaksandra Sasnovič  | 6           | 6           |  |  |               |                      |                   |                |                |   |   |              |                |                |              |              |  |

### Sezione 3
|  | Primo turno | Primo turno         | Primo turno         | Primo turno | Primo turno |  |  | Secondo turno | Secondo turno       | Secondo turno | Secondo turno | Secondo turno |   |   | Ultimo turno | Ultimo turno        | Ultimo turno | Ultimo turno | Ultimo turno |  |
|  |             |                     |                     |             |             |  |  |               |                     |               |               |               |   |   |              |                     |              |              |              |  |
|  | 3           | Jil Teichmann       | Jil Teichmann       | 6           | 6           |  |  |               |                     |               |               |               |   |   |              |                     |              |              |              |  |
|  |             | Sorana Cîrstea      | Sorana Cîrstea      | 4           | 3           |  |  | 3             | Jil Teichmann       | 7             | 6(1)          | 4             |   |   |              |                     |              |              |              |  |
|  |             | Moyuka Uchijima     | Moyuka Uchijima     | 2           | 0           |  |  |               | Elena-Gabriela Ruse | 65            | 7             | 6             |   |   |              |                     |              |              |              |  |
|  |             | Elena-Gabriela Ruse | Elena-Gabriela Ruse | 6           | 6           |  |  |               |                     |               |               |               |   |   |              | Elena-Gabriela Ruse | 4            | 6            | 4            |  |
|  | WC          | Diane Parry         | 6                   | 3           | 0           |  |  |               |                     | 5             | Elise Mertens | 6             | 2 | 6 |              |                     |              |              |              |  |
|  |             | Magdalena Fręch     | 4                   | 6           | 6           |  |  |               | Magdalena Fręch     | 2             | 6             | 0             |   |   |              |                     |              |              |              |  |
|  | WC          | Mubaraka Al-Naimi   | Mubaraka Al-Naimi   | 0           | 0           |  |  | 5             | Elise Mertens       | 6             | 3             | 6             |   |   |              |                     |              |              |              |  |
|  | 5           | Elise Mertens       | Elise Mertens       | 6           | 6           |  |  |               |                     |               |               |               |   |   |              |                     |              |              |              |  |

### Sezione 4
|  | Primo turno | Primo turno       | Primo turno       | Primo turno | Primo turno |  |  | Secondo turno | Secondo turno    | Secondo turno   | Secondo turno   | Secondo turno   |   |   | Ultimo turno | Ultimo turno     | Ultimo turno     | Ultimo turno | Ultimo turno |  |
|  |             |                   |                   |             |             |  |  |               |                  |                 |                 |                 |   |   |              |                  |                  |              |              |  |
|  | 4           | Anhelina Kalinina | Anhelina Kalinina | 5           | 63          |  |  |               |                  |                 |                 |                 |   |   |              |                  |                  |              |              |  |
|  |             | Lauren Davis      | Lauren Davis      | 7           | 7           |  |  |               | Lauren Davis     | 6               | 64              | 1r              |   |   |              |                  |                  |              |              |  |
|  |             | Maryna Zanevs'ka  | Maryna Zanevs'ka  | 5           | r           |  |  |               | Viktorija Tomova | 3               | 7               | 2               |   |   |              |                  |                  |              |              |  |
|  |             | Viktorija Tomova  | Viktorija Tomova  | 7           |             |  |  |               |                  |                 |                 |                 |   |   |              | Viktorija Tomova | Viktorija Tomova | 6            | 6            |  |
|  | WC          | Ekaterina Jašina  | Ekaterina Jašina  | 4           | 2           |  |  |               |                  |                 | Madison Brengle | Madison Brengle | 3 | 3 |              |                  |                  |              |              |  |
|  |             | Madison Brengle   | Madison Brengle   | 6           | 6           |  |  |               | Madison Brengle  | Madison Brengle | 6               | 6               |   |   |              |                  |                  |              |              |  |
|  |             | Anna Kalinskaja   | 1                 | 6           | 64          |  |  | 8             | Bernarda Pera    | Bernarda Pera   | 1               | 2               |   |   |              |                  |                  |              |              |  |
|  | 8           | Bernarda Pera     | 6                 | 2           | 7           |  |  |               |                  |                 |                 |                 |   |   |              |                  |                  |              |              |  |